# ピアノソナタ第1番 (モーツァルト)
ピアノソナタ第1番 ハ長調 K. 279 (189d) は、ヴォルフガング・アマデウス・モーツァルトが作曲した最初期のピアノソナタの1つ。

## 概要
このピアノソナタは、かつて1774年にザルツブルクで作曲されたと考えられていたが、近年の研究によって、1775年の初め頃にミュンヘンで書かれた事が判明した。1776年に作曲されたが散逸した4曲のピアノソナタ（K.Anh. 199からAnh. 202）を除いて、最初のピアノ（クラヴィーア）のためのソナタとなる。このソナタを含めて、同じ時期に作曲されたピアノソナタは6曲ある。「デュルニッツ・ソナタ」と呼ばれるこれらのソナタは、モーツァルト自身によって一連の番号が付けられていて、一つのセットとしてまとめて書かれたと考えられているが、番号順に書いたのかは定かではない。
今日、演奏会などで演奏されることこそ少ないが、既にモーツァルトらしい旋律美と優雅な気品に満ち溢れており、無駄のない秀逸な作品に仕上がっている。

## 構成
全3楽章、演奏時間は約14分。
- 第1楽章 アレグロ
ハ長調、4分の4拍子、ソナタ形式。
お使いのブラウザーでは、音声再生がサポートされていません。音声ファイルをダウンロードをお試しください。
- 第2楽章 アンダンテ
ヘ長調、4分の3拍子、ソナタ形式。
お使いのブラウザーでは、音声再生がサポートされていません。音声ファイルをダウンロードをお試しください。
- 第3楽章 アレグロ
ハ長調、4分の2拍子、ソナタ形式。
お使いのブラウザーでは、音声再生がサポートされていません。音声ファイルをダウンロードをお試しください。